# حمدون (عين العرب)
حمدون  قرية سوريّة تتبع إداريّاً لمحافظة حلب منطقة عين العرب ناحية الجلبية، بلغ تعداد سكانها 498 نسمة حسب التعداد السكاني لعام 2004.